# Beaufortia (poisson)
Pour l’article homonyme, voir Beaufortia (végétal).
Genre
Beaufortia est un genre de poissons téléostéens de la famille des Gastromyzontidae et de l'ordre des Cypriniformes.

## Liste des espèces
Selon FishBase (16 juillet 2015):
- Beaufortia cyclica Chen, 1980
- Beaufortia fasciolata Nguyen, 2005
- Beaufortia huangguoshuensis Zheng & Zhang, 1987
- Beaufortia intermedia Tang & Wang, 1997
- Beaufortia kweichowensis (Fang, 1931)
- Beaufortia leveretti (Nichols & Pope, 1927)
- Beaufortia liui Chang, 1944
- Beaufortia multiocellata Nguyen, 2005
- Beaufortia niulanensis Chen, Huang & Yang, 2009
- Beaufortia pingi (Fang, 1930)
- Beaufortia polylepis Chen, 1982
- Beaufortia szechuanensis (Fang, 1930)
- Beaufortia triocellata Nguyen, 2005
- Beaufortia zebroidus (Fang, 1930)

### Note
Selon Kottelat, M. (2012):
- Beaufortia buas (Đ. Y. Mai, 1978) (espèce inquirenda dans Beaufortia)
- Beaufortia cyclica Yi-Yu Chen, 1980
- Beaufortia daon (Đ. Y. Mai, 1978)
- Beaufortia elongata (Đ. Y. Mai, 1978)
- Beaufortia huangguoshuensis C. Y. Zheng & W. Zhang, 1987
- Beaufortia intermedia W. Q. Tang & D. Z. Wang, 1997
- Beaufortia kweichowensis (P. W. Fang, 1931)
- Beaufortia leveretti (Nichols & C. H. Pope, 1927)
- Beaufortia liui H. W. Chang, 1944
- Beaufortia loos (Đ. Y. Mai, 1978) (espèce inquirenda dans Beaufortia)
- Beaufortia niulanensis Z. M. Chen, Y. F. Huang & J. X. Yang, 2009
- Beaufortia pingi (P. W. Fang, 1930)
- Beaufortia polylepis Y. R. Chen, 1982
- Beaufortia szechuanensis (P. W. Fang, 1930)
- Beaufortia yunnanensis (W. X. Li, Zong-Min Lu & W. N. Mao, 1988) (espèce inquirenda dans Beaufortia)
- Beaufortia zebroidus (P. W. Fang, 1930)

## Galerie

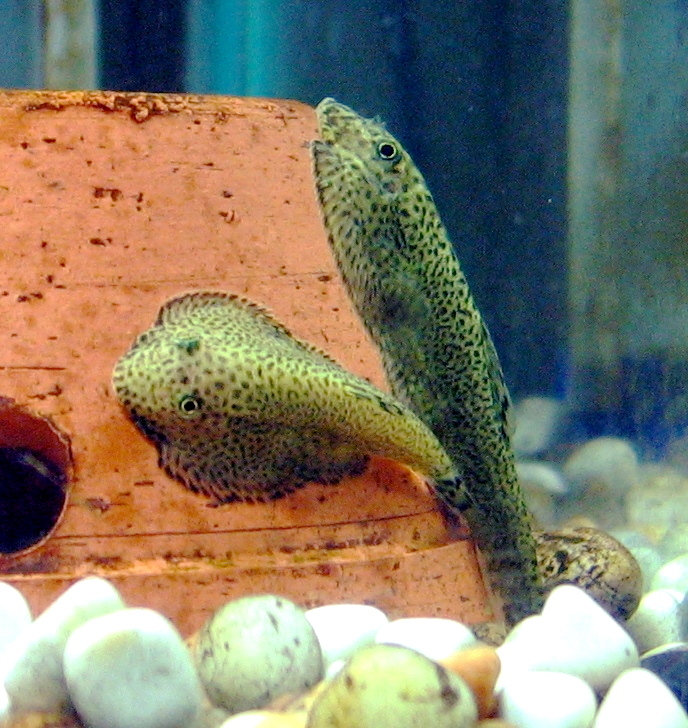
Beaufortia kweichowensis
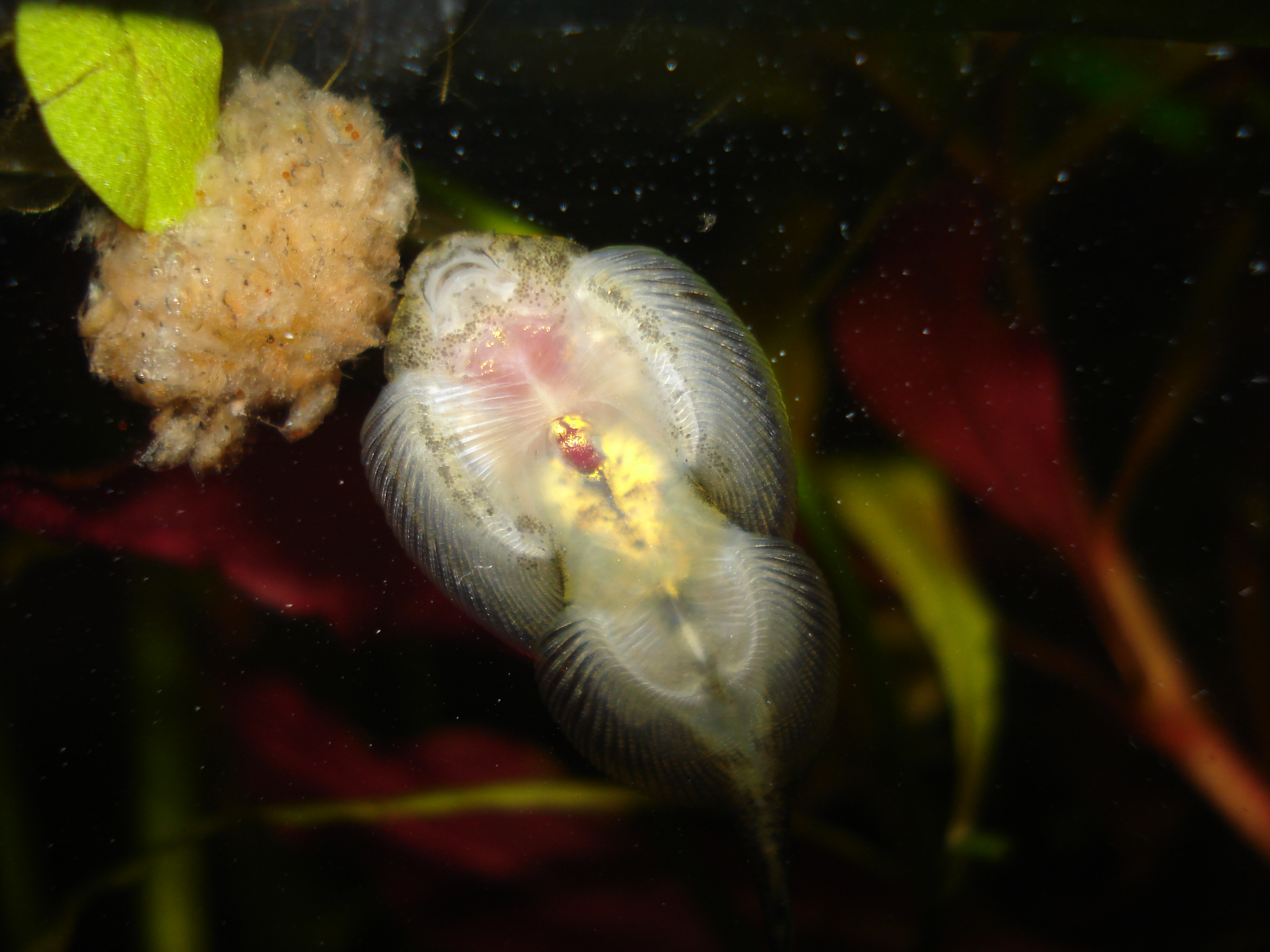
Beaufortia leveretti